# Hôpital universitaire Justinien
L'Hôpital universitaire Justinien est le deuxième plus grand centre hospitalier universitaire (CHU) du ministère de la santé publique de la République d'Haïti,.

## Histoire
En 1880, le maire de la ville du Cap-Haïtien, Justinien Étienne, a eu l'idée de créer un hospice pour soigner les personnes en difficultés socio-économiques. Une décennie après, précisément le 16 mars 1890, il a inauguré sur les vestiges d’une caserne coloniale le premier bâtiment de l’hospice construit avec de maigres ressources. Les documents rapportent que cette première construction dont le coût est évalué à 600 gourdes a été totalement financé par Justinien Étienne. Au fil des années d'existence de l'hospice, il a été entretenu financièrement par la contribution de la communauté chrétienne en Haïti.
Après son inauguration en mars 1890, Justinien, le fondateur de l’hospice, a administré l’hospice durant ses  vingt-deux premières années de services à la  population capoise. Cet hospice, qui jouait le rôle de centre de santé, a dû attendre jusqu’en 1917, en pleine occupation américaine, pour être rattaché au service d'hygiène du pays. Puis, en 1920, l’hospice est reconnu pour ses services et a obtenu le statut d'hôpital.
Passé au moins ses trente premières années dépendantes des dons de charité de la part des organismes pour la plupart chrétiens, la prise en charge de l'hospice par les autorités l’a transformé en un vrai hôpital dans le tournant de la décennie 1920-1930. L’indice de cette transformation est le travail d'aménagement de salles d'opération et de services de radiologie, d’ophtalmologie, d’art dentaire, et de dispensaire.

## Description
Plusieurs grandes personnalités ont déjà administré l'hôpital. Inséré dans le réseau des hôpitaux universitaires du ministère de la santé publique et de la population de la république d'Haïti, les directives de son administration sont fixées par cette instance de l’État central. En effet, avec le statut d'hôpital universitaire et public, le plus grand dans le département du Nord, il accueille des étudiants en science de la santé à titre stagiaire et médecins résidents. Son personnel médical de service est très diversifié et intervient dans beaucoup de domaines de la médecine. 